# Wólka Cybulska
Wólka Cybulska – część wsi Cybulki w Polsce, położona w województwie warmińsko-mazurskim, w powiecie giżyckim, w gminie Wydminy.
W latach 1975–1998 Wólka Cybulska administracyjnie należała do województwa suwalskiego. 